# 北海道大学大学院国際広報メディア研究科
北海道大学大学院国際広報メディア研究科（ほっかいどうだいがくだいがくいんこくさいこうほうメディアけんきゅうか）は、かつて北海道大学大学院に設置されていた研究科の一つである。

## 概要
学部を持たない独立研究科として2000年に設置された。修士課程と博士課程（2002年設置）から構成され、「国際化・高度情報化社会の要請に応える、新しい国際ジャーナリスト、国際広報専門家、言語と文化のナビゲータを要請する」ことを目的としていた。
国際広報メディア専攻の中に、国際ジャーナリズム論と国際広報論を柱とする2つの基幹講座（公共伝達論講座、国際広報論）と、4つの協力講座（国際地域文化論講座、言語伝達論講座、日本言語文化論講座、マルチメディア表現論講座）から構成されており、ほかに野村総合研究所との連携講座（国際広報戦略論）などが設けられており、新聞社や広告代理店などによる特別講座も数多く実施されていた。
2007年4月2日より、研究組織「メディア・コミュニケーション研究院」と教育組織「国際広報メディア・観光学院」へ移行し、同時に、観光創造専攻が新設された。
なお、学部レベルであるが類似の分野を学べる組織として、東海大学文学部に広報メディア学科がある。